# Izaskun Zubizarreta Gerendiain
Izaskun Zubizarreta Gerendiain (Oyarzun, Guipúzcoa, 30 de septiembre de 1970-Pamplona, 6 de agosto de 2024) fue una esquiadora de montaña y matrona española.

## Biografía
Zubizarreta nació en la localidad guipuzcuana de Oiartzun (1970). Se inició en el esquí de montaña en 1997 y compitió por primera vez en la cronoescalada de Cerler en 2006. Ese mismo año fue convocada a la selección nacional.  
En 2007 fue campeona de España de esquí de montaña en los campeonatos celebrados en la estación de esquí de La Molina. Ha competido por la Federación Navarra de Deportes de Montaña y Escalada. En 2018 ganó el Campeonato de España individual de esquí de montaña. En el encuentro celebrado en Candanchú, finalizó en la 12.ª posición absoluta. En la Copa de España de Esquí de Montaña 2011, en las categorías Sénior Femenina y Veterana Femenina, fue la campeona. En 2020, en la carrera de la Camille, Zubizarreta consiguió llegar en primera posición.
Su trayectoria deportiva se completó con diversos éxitos en distintas cordilleras: Pirineos, los Alpes o los fiordos noruegos.
Otra de las aficiones de Zubizarreta Gerendian fue el alpinismo. Realizó varias ascensiones en Asia a algunas de las montañas más emblemáticas: el Pico Lenin, en la cordillera del Palmir, y el  Karakorum (Pakistán).
Trabajaba en el Hospital Universitario de Navarra (Pamplona).
Zubizarreta Gerendiain falleció el 6 de agosto de 2024, a la edad de 53 años.